# Elsterwerdaer Platz (stacja metra)
Elsterwerdaer Platz – stacja metra w Berlinie, w dzielnicy Biesdorf, w okręgu administracyjnym Marzahn-Hellersdorf na linii U5. Stacja została otwarta w 1988.